# Mecufi
Mecufi es un distrito y el nombre de su capital situado en la provincia de Cabo Delgado, en Mozambique. 

## Características
Limita al norte con el distrito de Pemba, al oeste con Ancuabe, al sur y al sudoeste con Chiúre y al este con el océano Índico.
Tiene una superficie de 1192 km² y según datos oficiales de 1997 una población de 35.644 habitantes, lo cual arroja una densidad de 29,9 habitantes/km².